# Postenteritis-Syndrom
Das Postenteritis-Syndrom ist ein Malabsorptionssyndrom in der Pädiatrie, das sich nach einer chronischen Gastroenteritis mit rezidivierenden Durchfällen entwickeln kann.

## Epidemiologie
Die chronisch-rezidivierenden Durchfälle können im Alter zwischen 6 und 24 Lebensmonaten unmittelbar nach einer akuten Gastroenteritis bakterieller oder viraler Ursache (z. B. Rotaviren) entstehen. Ursache ist eine Änderung der Darmflora mit Dejugierung der Gallensäuren, Hydroxylierung von Fettsäuren und Toxinprodukten sowie infolge oberflächlicher Mukosaläsionen mit sekundärem Disaccharidasemangel.

## Symptome
Wiederholte Durchfälle in der Phase des Ernährungsaufbaus, dennoch relativ gutes Gedeihen der Kinder ohne Zeichen einer Malabsorption. Es besteht keine spezifische Diagnostik.

## Differentialdiagnose
Differentialdiagnostisch müssen andere rezidivierende Durchfälle, wie Zöliakie, Mukoviszidose, Kuhmilchintoleranz, Nahrungsmittelallergie oder angeborener Disaccharidasemangel ausgeschlossen werden.

## Prävention
Stillen ist eine gute Prävention gegen die Erkrankung.

## Therapie
In Entwicklungsländern kann die Erkrankung zu einem Circulus vitiosus aus Malabsorption, Malnutrition und Gedeihungsstörungen führen. Der Ernährungsaufbau sollte mit eiweiß- und kohlenhydratreicher, aber laktosearmer Kost erfolgen. Auf Kuhmilchprotein, Gluten und fructosehaltige Getränke sollte für ca. 6–8 Wochen verzichtet werden.

## Prognose
Je nach Ernährungsumstellung verschwindet die Erkrankung nach 3 Wochen bis 6 Monaten.